# Wall Street (film)
Wall Street è un film del 1987 diretto da Oliver Stone e prodotto negli Stati Uniti dalla 20th Century Fox.

## Trama
New York, 1985. Il giovane Bud Fox lavora come intermediario (broker) alla Jackson Steinem & Co. Il suo sogno sarebbe di lavorare per Gordon Gekko, un famoso e potente squalo della finanza. Bud si reca nell'ufficio del grande Gekko nel giorno del suo compleanno e riesce a regalargli una scatola di sigari cubani. Bud gli accenna di alcune azioni promettenti, ma Gekko le conosce già e le liquida come "polmoni con bacilli diversi". Il giovane allora gli fornisce informazioni riservate riguardo la Bluestar Airlines ottenute da una conversazione con il padre Carl, capo sindacale della compagnia. Gekko apprezza il consiglio e acquista azioni della Bluestar, diventando così un cliente di Bud. Gekko inoltre dà in affidamento del capitale a Bud, per metterlo alla prova, ma egli lo perde nelle successive sedute del mercato azionario.
Gekko allora concede un'altra possibilità a Bud: gli chiede di spiare illegalmente l'amministratore delegato Sir Lawrence Wildman e di capire la sua prossima mossa, considerando che il personaggio è un importante rivale in affari. Bud inizialmente rifiuta l'offerta, ma poco dopo accetta e si mette a investigare. Scopre che Wildman mira a diventare azionista di maggioranza di una acciaieria, la Anacott Acciaio. Grazie a queste informazioni di Bud, Gekko guadagna molto e Wildman è costretto a comprare le sue azioni. Bud comincia ad arricchirsi, compra un attico e si fidanza con l'arredatrice Darien, l'amante di Gekko; ottiene una promozione e continua a fornire informazioni a Gekko. Sottovalutando i rischi però, Bud inizia ad attirare l'attenzione della Securities and Exchange Commission.
Bud propone a Gekko di comprare la Bluestar Airlines, con Bud come presidente, e di ridurre gli stipendi dei dipendenti del 10-20%. Bud scopre in seguito che Gekko progetta di dissolvere la compagnia aerea vendendo le azioni e provocando quindi il licenziamento di Carl e di tutto il personale. Nonostante Gekko abbia reso Bud ricco, questi intende mandarne all'aria i piani; inoltre, rompe il fidanzamento con Darien. Bud e gli altri presidenti della compagnia si riuniscono in segreto con Wildman e organizzano l'acquisto delle quote di controllo, con un notevole sconto; perciò le azioni della Bluestar Airlines precipitano, e quindi Gekko compra le rimanenti. Quando sente la notizia dell'acquisto della Bluestar da parte di Wildman, scopre che è stato tutto un piano di Bud. Questi torna a lavorare alla Jackson Steinem, ma viene arrestato per speculazione con informazioni riservate (insider trading).
Bud si incontra con Gekko al Central Park, dove Gekko litiga con il vecchio sodale per la sua ingratitudine. Quel giorno però, Bud registra con un'audiocassetta tutta la discussione con Gekko, come prova; Bud consegna la cassetta alle autorità competenti, che gli propongono una sentenza più leggera in cambio dell'aiuto a fermare Gekko. Nella scena finale del film, il giovane viene accompagnato dai genitori alla Corte Suprema di New York, dove deve rispondere delle accuse riguardanti i crimini commessi con Gekko; Bud sale le scale della Corte, sapendo che molto probabilmente andrà in prigione, anche se ha la coscienza pulita, visto che ha salvato la compagnia aerea e quindi il posto di lavoro di svariati dipendenti.

## Finalità
La morale del film è l'elemento più trascurato dagli spettatori. Il regista voleva creare un capolavoro che contenesse un messaggio positivo soprattutto per i giovani. Lo si evince dallo stratagemma dei "due padri", uno buono e uno cattivo, nel film. Ed è un tema molto sentito, perché il padre del regista aveva lavorato nella giungla di Wall Street come agente di cambio.

## Produzione
Dopo il successo e gli Oscar vinti con Platoon, il progetto successivo di Stone avrebbe dovuto essere una pellicola sugli scandali dei quiz televisivi negli Stati Uniti negli anni '50. Decise poi di realizzare un film sulla Borsa di New York, dato che il padre Louis era stato un broker (intermediario), proprio a Wall Street in gioventù.
Il personaggio di Kate, la moglie di Gekko, fu drasticamente ridotto rispetto a quanto previsto dalla sceneggiatura originale in seguito al licenziamento di Sean Young, deciso da Stone dopo soli pochi giorni di lavorazione; in particolare, all'attrice fu imputato il suo comportamento poco professionale durante le riprese; e per l'insistenza di avere il ruolo toccato a Daryl Hannah. Il regista successivamente dichiarò che il ruolo di Darien era stato pensato per la Young ma l'incompatibilità caratteriale con Charlie Sheen l'ha portato a scegliere la meno esperta Hannah..
Gli abiti di Michael Douglas furono curati dallo stilista italiano Nino Cerruti del Lanificio fratelli Cerruti e dalla sartoria cagliaritana Castangia. Gli abiti di Daryl Hannah sono di Krizia, come si legge nei titoli di coda.
Inizialmente Oliver Stone propose il ruolo di Gordon Gekko a Richard Gere e Warren Beatty ma rifiutarono. Venne interpellato anche James Woods, che aveva già lavorato con Stone l'anno precedente con il film Salvador, ma anche lui rifiutò la parte. Venne infine scelto Michael Douglas, reduce dal successo di All'inseguimento della pietra verde e dalle riprese di Attrazione fatale di Adrian Lyne, che accettò subito. 
Per la parte di Bud Fox venne considerato Tom Cruise, ma Stone aveva già promesso il ruolo a Charlie Sheen.
La durata originale della pellicola è di centosessanta minuti, drasticamente ridotti di circa quaranta: tra le scene eliminate soprattutto quelle in cui si mostra la relazione sessuale tra Bud e Kate.
Il regista Oliver Stone compare in un cameo nei panni di un investitore che parla al telefono.
Le riprese, interamente girate a Manhattan, si sono svolte tra il 24 aprile e il 4 luglio 1987. Il film è uscito negli Usa l'11 dicembre 1987, in Italia il 5 febbraio 1988.
Gli incassi totali sono stati di circa 50 milioni di dollari, a fronte di una spesa di 15 milioni di dollari.

## Accoglienza

### Critica
Il film è uno spaccato del mondo della finanza negli anni ottanta, intriso di arrivismo, avidità e immoralità. Il personaggio incarnato abilmente da Michael Douglas, basato sulla figura del multimiliardario Ivan Boesky, rappresenta l'archetipo del rampantismo degli anni ottanta, che idolatra il libero mercato e ne sfrutta le più evidenti incongruenze. Si tratta del tipico uomo fatto da sé che si è fatto largo in modo duro e spietato, il tipico squalo dell'alta finanza che vuol essere il migliore e decanta Sun-Tzu, autore del famoso trattato L'arte della guerra, come vademecum nella vita e negli affari. Il monologo sull'avidità pronunciato dallo stesso Gekko nel corso della pellicola, esprime al meglio i connotati del personaggio e di una certa America, quella reganiana, che Stone mette impietosamente in mostra.
La caratterizzazione data da Michael Douglas (vincitore di premio Oscar, Golden Globe e David di Donatello per questa pellicola) al personaggio di Gekko è un'icona della cinematografia contemporanea e, per gli amanti del mondo della finanza, è un guru della speculazione mobiliare-immobiliare, al punto che la prestigiosa rivista statunitense Forbes ha dedicato una pagina a questo illustre, seppur fittizio, personaggio (ispirato probabilmente a Carl Icahn).

## Sequel
Nel settembre 2010 è uscito il seguito, Wall Street - Il denaro non dorme mai, nel quale Michael Douglas veste nuovamente i panni di Gekko.

## Riconoscimenti
- 1988 – Premio Oscar
  - Miglior attore protagonista a Michael Douglas
- 1988 – Golden Globe
  - Miglior attore in un film drammatico a Michael Douglas
- 1988 – David di Donatello
  - Miglior attore straniero a Michael Douglas
- 1988 – Kansas City Film Critics Circle Award
  - Miglior attore protagonista a Michael Douglas
- 1988 – Nastro d'argento
  - Miglior attore straniero a Michael Douglas
- 1987 – National Board of Review Award
  - Miglior attore protagonista a Michael Douglas
  - Migliori dieci film

### Altri riconoscimenti
- Una battuta del film ("L'avidità, non trovo una parola migliore, è giusta", "Greed, for lack of a better word, is good" in lingua originale) è stata inserita nel 2005 nella lista delle cento migliori citazioni cinematografiche di tutti i tempi stilata dall'American Film Institute, nella quale figura al 57º posto[9].

## Citazioni e riferimenti
- Nel film 1 km da Wall Street, i brokers della società JT Marlin guardano in TV Wall Street, ripetendo come un mantra le battute di Gordon Gekko, con evidente ammirazione.
- Nel film La 25ª ora di Spike Lee il protagonista, interpretato da Edward Norton, nel monologo in cui insulta i cittadini di New York appella dispregiativamente i lavoratori di Wall Street perché vogliono tutti essere come Gordon Gekko.
- In una scena del film parodistico Hot Shots! 2, Charlie Sheen e Martin Sheen si incrociano su due diversi battelli che navigano sullo stesso fiume (chiara citazione di Apocalypse Now, il cui protagonista era Martin Sheen, e Platoon, interpretato da Charlie Sheen) e si dicono reciprocamente, indicandosi: "Sei stato grande in Wall Street!"
- Nel film The Wolf of Wall Street, in una telefonata, Bo Dietl (Bo Dietl) riferisce a Jordan (Leonardo di Caprio) che l'agente Patrick Denham (Kyle Chandler) considera Jordan come un  Gordon Gekko.
- Michael Douglas ripropone in parte alcune caratteristiche di Gordon Gekko nell'interpretazione del magnate della finanza Steven Taylor in Delitto perfetto e di Nicholas Van Orton in The Game - Nessuna regola.
- Il discorso sull'avidità di Gordon Gekko non è un'invenzione degli sceneggiatori, ma trae ispirazione da un reale discorso fatto dal finanziere Ivan Boesky — poi condannato per insider Trading — all'UCLA in occasione dell’apertura dell’anno accademico 1986.
- Il personaggio di Gekko è stato omaggiato dal biologo Indraneil Das, che ha dato il nome Cnemaspis gordongekkoi ad una specie di geco scoperta nel 1992 sull'isola di Lombok.